# Narcea (rivière)
Le Narcea est un cours d’eau espagnol d'une longueur de 97 km qui coule dans la communauté autonome des Asturies.

## Source de la traduction
- (es) Cet article est partiellement ou en totalité issu de l’article de Wikipédia en espagnol intitulé « Río Narcea » (voir la liste des auteurs).